# Berechnungsingenieur
Der Begriff Berechnungsingenieur umfasst alle Ingenieure und Naturwissenschaftler, die Simulationsrechnungen durchführen. Berechnungsingenieure und -ingenieurinnen modellieren, berechnen und analysieren technisch-physikalische Systeme, worunter auch Subsysteme sowie natürliche Systeme wie z. B. Klima oder Wetter verstanden werden, mithilfe von analytischen und/oder numerischen Methoden.
Anhand der gewonnenen Daten bewerten sie dann die realen Systeme, z. B. die Belastungsfähigkeit von Konstruktionen. Durch solche virtuellen Untersuchungen können Qualität, Zeitaufwand und Kosten praktischer Messungen und ihrer Auswertungen sowie das Ergebnis einer Entwicklung optimiert werden. 
Berechnungsingenieure und -ingenieurinnen arbeiten in nahezu allen Wirtschaftszweigen, z. B. in der Automobilindustrie, im Maschinenbau oder auch bei Nahrungsmittelherstellern. Um diese Tätigkeit ausüben zu können, ist üblicherweise ein abgeschlossenes ingenieurwissenschaftliches Studium in einer der Branche entsprechenden Fachrichtung erforderlich.